# Comuna Seliște, Orhei
Comuna Seliște este o comună din raionul Orhei, Republica Moldova. Este formată din satele Seliște (sat-reședință), Lucășeuca și Mana.

## Demografie
Conform datelor recensământului din 2014, comuna are o populație de 4.049 de locuitori. La recensământul din 2004 erau 4.462 de locuitori.

## Administrație și politică
Componența Consiliului local Seliște (13 consilieri), ales la 5 noiembrie 2023, este următoarea:
|  | Partid                                            | Consilieri | Componență | Componență | Componență | Componență | Componență |
|  | ------------------------------------------------- | ---------- | ---------- | ---------- | ---------- | ---------- | ---------- |
|  | Partidul Schimbării                               | 5          |            |            |            |            |            |
|  | Alianța Liberalilor și Democraților pentru Europa | 4          |            |            |            |            |            |
|  | Partidul Acțiune și Solidaritate                  | 4          |            |            |            |            |            |